# Selección femenina de baloncesto de Serbia y Montenegro
La Selección femenina de baloncesto de Serbia y Montenegro fue un equipo formado por jugadoras de nacionalidad serbomontenegrina que representaba a Serbia y Montenegro en las competiciones internacionales organizadas por la Federación Internacional de Baloncesto (FIBA) o el Comité Olímpico Internacional (COI): los Juegos Olímpicos y Campeonato mundial de baloncesto especialmente.
Hasta 1991, fue parte del equipo yugoslavo, siendo su heredero tras la disolución de Yugoslavia en 1992 y hasta 2006, cuando desapareció y dio paso a las selecciones de Serbia, la cual es su sucesora y ha heredado todos sus títulos y medallas, y Montenegro. 

## Resultados

### Juegos Olímpicos
| Baloncesto en los Juegos Olímpicos | Baloncesto en los Juegos Olímpicos | Baloncesto en los Juegos Olímpicos | Baloncesto en los Juegos Olímpicos | Baloncesto en los Juegos Olímpicos | Baloncesto en los Juegos Olímpicos |
| ---------------------------------- | ---------------------------------- | ---------------------------------- | ---------------------------------- | ---------------------------------- | ---------------------------------- |
| 1976–1992:                         | ver Yugoslavia                     | Atlanta 1996:                      | No clasificó                       | Sídney 2000:                       | No clasificó                       |
| Atenas 2004:                       | No clasificó                       | 2008–presente:                     | Extinta (ver Serbia)               |                                    |                                    |

### Mundiales
| Copa Mundial de Baloncesto Femenino | Copa Mundial de Baloncesto Femenino | Copa Mundial de Baloncesto Femenino | Copa Mundial de Baloncesto Femenino | Copa Mundial de Baloncesto Femenino | Copa Mundial de Baloncesto Femenino |
| ----------------------------------- | ----------------------------------- | ----------------------------------- | ----------------------------------- | ----------------------------------- | ----------------------------------- |
| 1953–1990:                          | ver Yugoslavia                      | 1994:                               | No clasificó                        | 1998:                               | No clasificó                        |
| 2002:                               | 12º                                 | 2006:                               | No clasificó                        | 2010–presente:                      | Extinta (ver Serbia)                |

### Eurobasket
| Campeonato Europeo de Baloncesto Femenino | Campeonato Europeo de Baloncesto Femenino | Campeonato Europeo de Baloncesto Femenino | Campeonato Europeo de Baloncesto Femenino | Campeonato Europeo de Baloncesto Femenino | Campeonato Europeo de Baloncesto Femenino |
| ----------------------------------------- | ----------------------------------------- | ----------------------------------------- | ----------------------------------------- | ----------------------------------------- | ----------------------------------------- |
| 1938–1991:                                | ver Yugoslavia                            | 1993:                                     | Suspendida                                | 1995:                                     | 10º                                       |
| 1997:                                     | 8º                                        | 1999:                                     | 7º                                        | 2001:                                     | 5º                                        |
| 2003:                                     | 8º                                        | 2005:                                     | 9º                                        | 2007–presente:                            | Extinta (ver Serbia)                      |